# 布拉洛什蒂察鄉
44°30′N 23°31′E / 44.500°N 23.517°E
布拉洛什蒂察鄉（羅馬尼亞語：Comuna Braloștița, Dolj），是羅馬尼亞的鄉份，位於該國西南部，由多爾日縣負責管轄，面積41平方公里，海拔高度224米，2007年人口3,935，人口密度每平方公里97人。